# Catalina María de Este
Catalina María de Este (1613 - Madrid, 23 de enero de 1628) fue una princesa y religiosa de origen italiano que pasó la mayor parte de su vida en España.

## Biografía

### Nacimiento y primeros años
Nació en 1613. Hija del matrimonio formado por el príncipe heredero de Módena, Alfonso III de Este, y la princesa Isabel de Saboya. Esta última era hija de Carlos Manuel, duque de Saboya, y de su esposa la infanta Catalina Micaela de Austria, hija de Felipe II de España.
Alrededor de 1619, por medio de su tío el príncipe Manuel Filiberto de Saboya, su pariente Margarita de Austria (que era monja profesa en el Monasterio de las Descalzas Reales de Madrid bajo el nombre de sor Margarita de la Cruz) pidió a su madre, Isabel de Saboya, que una de sus hijas entrase en el convento para ser criada junto a sor Margarita de la Cruz. Isabel aceptó, enviando a Catalina al convento.

### Viaje a España
El viaje a España se dispuso con celeridad, mandando a preparar el príncipe Manuel Filiberto las galeras genovesas para la travesía. Partiendo de Génova, llegó sin percances a Vinaroz, donde se encontraba para recibirla el Virrey de Valencia, el marqués de Távora. Este acompañó a la princesa a Valencia, donde fue alojada en el Palacio Real, descansando allí por unos días. A continuación partió en dirección a Madrid, pero como se realizaba normalmente, se le señaló un pueblo de las afueras en espera de su entrada pública. Es por ello que permaneció en el pueblo madrileño de Colmenar de Oreja, que era el feudo de su pariente Luisa de Cárdenas, casada con su primo Carlos Filiberto I de Este. El rey envió a Luisa para esperarle en el poblado.
Su entrada pública se retrasó debido a la muerte del rey Felipe III de España. Sor Margarita de la Cruz le pidió al nuevo rey la pronta solución de la entrada pública que Felipe IV acordó fácilmente. Catalina entró en Madrid el 4 de abril de 1621 acompañada de su primo Carlos Filiberto de Este y de su esposa (llamados comúnmente en España 'marqueses de Este') y de la nobleza, llegando hasta el monasterio de las Descalzas Reales donde se encontraban la reina Isabel, sor Margarita de la Cruz, la infanta María Ana y el cardenal-infante Fernando. También se encontraban el rey y el infante Carlos que habían venido de San Jerónimo, donde se habían retirado por la muerte de su padre.
La princesa tomó los hábitos de monja esa misma tarde, permaneciendo en el convento hasta su muerte el 23 de enero de 1628.